# Paul Kevenhörster
Paul Kevenhörster (* 5. Juni 1941 in Schwerte in Nordrhein-Westfalen) ist ein deutscher Politikwissenschaftler und Hochschullehrer.

## Leben
Das Studium der Wirtschafts- und Sozialwissenschaften an den Universitäten Bonn, Hamburg und Köln schloss Kevenhörster 1965 als Diplom-Volkswirt und 1966 als Diplom-Kaufmann ab. Nach weiteren Studien an der Pennsylvania State University (USA) und der Sophia University Tokyo (Japan) wurde er 1968 mit der Dissertation Das politische System Japans an der Universität zu Köln zum Dr. rer. pol. promoviert. Seiner Habilitation 1973 an der Rheinischen Friedrich-Wilhelms-Universität Bonn mit einer Arbeit über Das Rätesystem als Instrument zur Kontrolle politischer und wirtschaftlicher Macht folgte 1974 zunächst ein Ruf an die TU Braunschweig. Seit 1974 war Kevenhörster ordentlicher Professor für Politikwissenschaft in Münster, zunächst an der PH Westfalen-Lippe, seit 1980 an der Westfälischen Wilhelms-Universität. Von 1982 bis 1988 war er Kurator der Deutschen Stiftung für internationale Entwicklung (DSE) in Berlin. Nach Gastprofessuren an der Universität Dubrovnik (1980), der Nihon-Universität Tokyo (1990, 2000) und der Sophia-Universität Tokyo (1994, 1995) sowie Forschungsaufenthalten in Tokyo (1978), Nagoya (1989), Princeton (1999) und Washington, D.C. (2004) ist er seit 2006 emeritiert.

## Veröffentlichungen (Auswahl)
- Das politische System Japans. Köln und Opladen 1969.
- Wirtschaft und Politik in Japan. Interessengruppen, politische Meinungsbildung und wirtschaftspolitische Entscheidungen. Wiesbaden 1973.
- Das Rätesystem als Instrument zur Kontrolle politischer und wirtschaftlicher Macht. Köln und Opladen 1974.
- Ausländische Arbeitnehmer im politischen System der Bundesrepublik. Die Vertretung der Interessen ausländischer Arbeitnehmer im politischen Entscheidungsprozeß. Opladen 1974.
- Das imperative Mandat. Seine gesellschaftspolitische Bedeutung. Frankfurt und New York 1975.
- Lokale Politik unter exekutiver Führerschaft. Meisenheim a. G. 1977.
- Politik in einer neuen Großstadt. Entscheidungen im Spannungsfeld von City und Stadtbezirken. Opladen 1980 (mit Adrienne Windhoff-Heritier).
- Politik im elektronischen Zeitalter. Politische Wirkungen der Informationstechnik. Baden-Baden 1984.
- Gemeindedemokratie in Gefahr? Zentralisierung und Dezentralisierung als Herausforderungen lokaler Demokratie in Japan und der Bundesrepublik Deutschland. Baden-Baden 1987 (mit Herbert Uppendahl).
- Entwicklungsbeiträge durch Dialog und Training. Ein Orientierungsrahmen personeller Zusammenarbeit. Baden-Baden 1988.
- Europa und die Dritte Welt. Bochum 1990 (mit Wichard Woyke).
- Politik und Gesellschaft in Japan. Mannheim 1993.
- Internationale Politik nach dem Ost-West-Konflikt: globale und regionale Herausforderungen. Münster 1995 (mit Wichard Woyke).
- Japans umfassende Sicherheit. Hamburg 2003 (mit Dirk Nabers).
- Kommunen in Not: Aufgaben- und Finanzverantwortung in Deutschland. Münster 2004 (mit Rüdiger Robert).
- Politikwissenschaft. Band 1: Entscheidungen und Strukturen der Politik. 3. Aufl., Wiesbaden 2008.
- Politikwissenschaft. Band 2: Ergebnisse und Wirkungen der Politik. Wiesbaden 2006 (2. Aufl. 2015).
- Entwicklungspolitik. Wiesbaden 2009 (mit Dirk van den Boom).
- Japan. Wirtschaft – Gesellschaft – Politik. 2. Aufl., Wiesbaden 2010 (mit Werner Pascha und Karen Shire).
- Entwicklungshilfe auf dem Prüfstand. Entwicklungspolitische Bilanzen führender Geberstaaten, Münster 2014.
- Politischer Kurswechsel im Gegenwind. Die Krise politische Führung in Deutschland, Baden-Baden 2023.
- Strategie und Taktik. Ein Leitfaden für das politische Überleben. 2. Aufl., Baden-Baden 2024 (mit Benjamin Laag).